# Mejor no hablar de ciertas cosas
Mejor no hablar de ciertas cosas és una pel·lícula equatoriana del 2012 escrita i dirigida per Javier Andrade i produïda per Maria Angeles Palacios. La pel·lícula va ser seleccionada per representar Equador als Premis Oscar de 2013 en la categoria d'millor pel·lícula de parla no anglesa, però finalment no fou nominada.

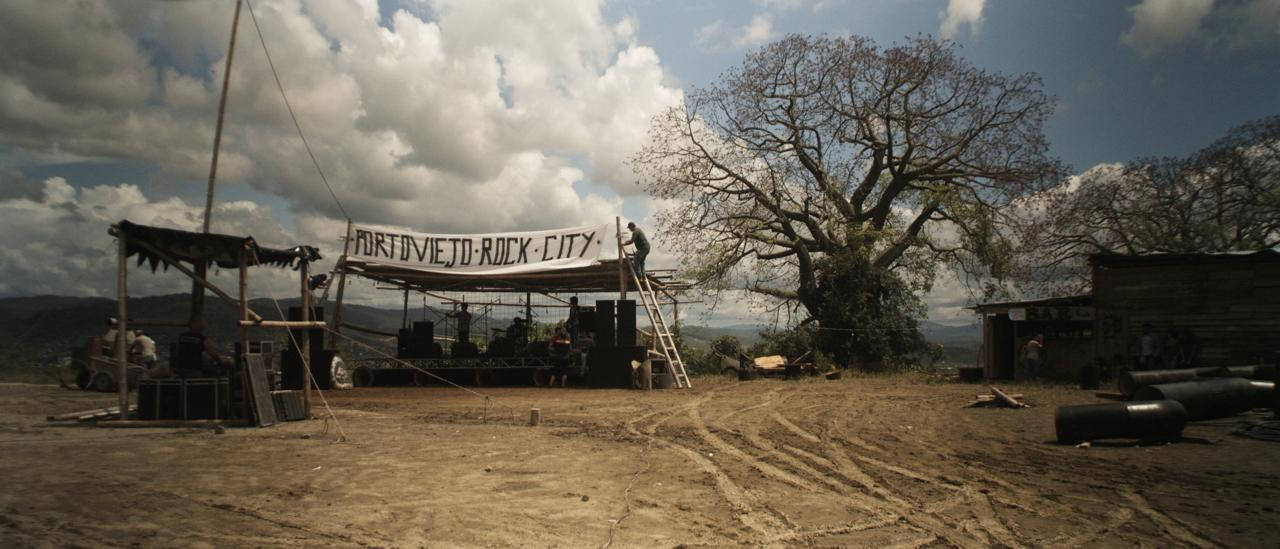
Escenari de la pel·lícula a Portoviejo

## Sinopsi
La vida de Paco Chávez (Francisco Savinovich) és descurada i encantadora, una vida de drogues il·lícites i d'amors prohibits. Lucía (Leovanna Orlandini), el seu antic amor de col·legi, està casada ara amb un altre home. Una nit, Paco i el seu germà menor Luis (Víctor Aráuz) entren a casa dels seus pares (Héctor Napolitano i Maribel Solines) amb la intenció de robar un cavall de porcellana per vendre'l i comprar més droga. Descoberts i enfrontats pel pare, les conseqüències d'aquella trobada turmentaran a tots dos germans per sempre.

## Repartiment
- Victor Arauz com Luis
- Andrés Crespo com Lagarto
- Alejandro Fajardo com Rodrigo
- Leovanna Orlandini com Lucía
- Francisco Savinovich com Paco

## Nominacions i premis
XIX Mostra de Cinema Llatinoamericà de Catalunya (2013)
- Premi al millor llargmetratge i al millor director.

Festival Llatinoamericà de Cinema de Quito (2013)
- Premi a la millor pel·lícula

Festival Internacional de Cinema de Gijón
- Nominada al Gran Premi Asturias

Festival Internacional de Cinema de Varsòvia
- Nominada al Gran Premi